# Tamworth (Regno Unito)
Tamworth è una città e un distretto con status di borough dello Staffordshire, Inghilterra.

## Geografia
Tamworth è situata nell'Inghilterra, presso la confluenza del fiume Anker nel Tame. La città sorge a 21,7 km a nord di Birmingham.

## Storia

### Epoca romana
Quando i Romani arrivarono in Britannia, (43–41 a.C.) la valle del Trent  era dimora della tribù britannica dei Coritani. Tamworth era situata vicino alla strada romana Watling Street e a pochi chilometri dalla città di  Letocetum.

### Regno di Mercia
A seguito della fine del dominio romano sulla Britanna, l'area intorno alla valle del Tame venne occupata dagli Anglosassoni provenienti dalla Germania settentrionale e dallo Jutland. Lo storico Stephen Pollington afferma che i colonizzatori che raggiunsero Tamworth fossero Angli, che avevano lasciato la loro patria dopo che l'innalzamento del livello del mare aveva sommerso molte delle loro terre. Gli Angli arrivarono da nord, navigando nell'entroterra attraverso l'Humber, il Trent e il Tame e si stabilirono in un ampio spiazzo presso il fiume Tame che essi chiamarono "Tomworðig". Lì crearono il loro insediamento chiamato Tomtun – "Tame-town" – difeso da una palizzata. Queste genti chiamarono se stessi Tomsaete: "abitanti della valle del Tame". In principio Tomtun era poco più di un villaggio fortificato ma col tempo si espanse oltre il fiume Anker e all'interno del suo perimetro si trovavano un'ampia sala per le riunioni pubbliche, abitazioni individuali ed edifici agricoli come stalle e granai. Il benessere aumentò e Tamworth venne ulteriormente fortificata.
I Tomsaete era una tribù guerriera, ma quando i soldati raggiungevano la maggiore età e si ritiravano dal servizio militare, venivano loro concessi appezzamenti di terra da coltivare, gestire e difendere: dapprima vennero distribuite le terre fertili lungo i fiumi, poi le zone collinari. Il territorio continuò ad espandersi, allargando l'influenza della tribù che giunse a controllare l'area conosciuta come Midlands. Inizialmente il potere era mantenuto attraverso unioni e alleanze tra le famiglie dominanti. Con il tempo, questa forma di governo di "signori della guerra" si sviluppò e la terra dei Tomsaete diventò un regno con un unico sovrano.
I Tomsaete abitavano nel cuore di Mercia, e Tamworth fu il centro del Regno sotto Penda. Il Re non aveva una residenza stabile ma si muoveva all'interno dei suoi territori; Tamworth fu comunque la dimora della sua famiglia e dei figli.
Durante il regno del re Offa fu la capitale unica del Regno di Mercia, il più grande dei regni in cui l'Inghilterra era divisa durante il periodo dell'Eptarchia. Era di gran lunga la più grande città delle Midlands quando città come Birmingham, al giorno d'oggi molto più grandi, erano allora ancora agli inizi del loro sviluppo. Questo era in gran parte dovuto alla sua posizione strategica all'intersezione tra il Tame e l'Anker, situando la città perfettamente al centro dei traffici commerciali.
La città fu saccheggiata dai Dani nell'874. Rimase in rovina fino al 913, quando Ethelfleda, figlia del re Alfredo il Grande e sovrana di Mercia, la ricostruì e fece erigere un fortilizio per difenderla dalle invasioni vichinghe. La regina rese Tamworth la sua dimora principale è lì morì nel 918. Nella chiesa di Tamworth nel 926, una sorella del re Atelstano, forse santa Edith di Polesworth, sposò lo scandinavo Sitric Cáech, re di Jórvík e di Dublino.

### Epoca medievale

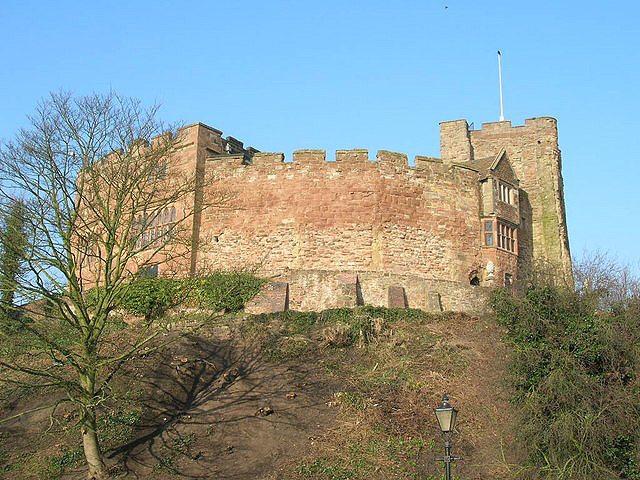
Castello di Tamworth

Nell'XI secolo venne costruito un castello normanno, probabilmente sul sito del precedente forte sassone. Visibile ancora oggi, è un importante sito turistico. 
Nel Medio Evo Tamworth era diventata una città di mercato. Nel 1337 le fu concesso il diritto di tenere due fiere: queste erano simili a mercati ma si potevano tenere solo una volta all'anno e attraevano un gran numero di venditori e compratori provenienti anche da molto lontano.
Nel 1345 Tamworth subì un disastroso incendio che bruciò gran parte della città, che venne presto ricostruita e ampliata.

### XVI e XVII secolo
La regina Elisabetta rilasciò a Tamworth altri privilegi nel 1560.
Venne concesso nel 1588 lo status di borough con il diritto di tenere una terza fiera annuale.
La città fu colpita da epidemie di peste nel 1563, 1579, 1597–98, 1606 e 1626. Nonostante le molte morti, ogni volta la popolazione si riprese.
Giacomo I, il primo re d'Inghilterra della dinastia Stuart, visitò Tamworth nel 1619 e fu ospitato da Sir John Ferrers nel castello di Tamworth. Il Principe di Galles (il futuro re Carlo I) alloggiò presso William Comberford nella Moat House, dimora costruita nel 1572.
Il castello di Tamworth venne assediato dalle forze fedeli al Parlamento durante la guerra civile nel 1643.
Tamworth continuò a crescere ed era una delle città più popolose delle Midlands nel 1670, quando il calcolo delle imposte del focatico del Warwickshire e dello Staffordshire elencò un totale di circa 320 famiglie. Il suo vantaggio commerciale si basava sul controllo del passaggio dei traffici su due importanti ponti, uno sull'Anker (The Old Bolebridge, demolito nel 1878–79) e l'altro sul Tame, lungo la strada che andava da Londra a Chester. Anche se rimase una città di mercato a livello locale, operava un commercio molto attivo fornendo ai viaggiatori e ai mercanti in transito generi di prima necessità, vettovaglie e alloggi, mantenendo legami commerciali fino a Bristol. La riconferma da parte di Carlo II dei privilegi di borough nel 1663 diede un'ulteriore spinta allo sviluppo della città.

### XVIII e XIX secolo
Nel 1801, la popolazione superò i 3 000 abitanti. 
Ci furono numerosi miglioramenti per Tamworth durante il XIX secolo: nel 1807 le strade vennero lastricate. Nel 1835 arrivò l'illuminazione a gas e alla fine del secolo venne creata la rete di condutture per la fornitura di acqua.
La città crebbe rapidamente durante rivoluzione industriale, grazie alle vicine miniere di carbone. Con la costruzione del Coventry Canal, che attraversa la città, venne collegata alla rete di navigazione fluviale. Nel 1847 la ferrovia arrivò a Tamworth con la linea Derby-Birmingham della Midland Railway, e in seguito la London and North Western Railway assicurò treni diretti verso la capitale.
Nel 1880 venne costruito l'ospedale a spese di William MacGregor (1848–1937), uno dei principali benefattori di Tamworth. MacGregor contribuì ad erigere anche due chiese nelle vicine località di Glascote e Hopwas; fece fondere le campane per la chiesa di Santa Edith; promosse l'apertura di una biblioteca pubblica, un circolo per i lavoratori, una scuola (oggi chiamata William MacGregor School) e diede vita alla Società Cooperativa nel 1885.
Tamworth è stata storicamente divisa tra Staffordshire e Warwickshire, con il confine di contea che passava per il centro della città. Il confine venne ridisegnato nel 1888, e la città passò interamente allo Staffordshire.

### Storia moderna
Le prime case popolari vennero costruite nel 1900, la prima biblioteca pubblica nel 1905.
L'energia elettrica arrivò nel 1924.
Tamworth crebbe rapidamente negli anni del dopoguerra raggiunta dall'espandersi verso sudovest della conurbazione delle Midlands Occidentali. Una popolazione di circa 7 000 abitanti nel 1931 arrivò quasi a 13 000 appena dopo la seconda guerra mondiale; questa cifra rimase pressoché costante fino alla fine degli anni Sessanta quando venne realizzato un nuovo piano di espansione urbanistica. Come parte di questo piano le periferie cittadine vennero ampliate per includere l'area industriale intorno a Wilnecote a sud est. Nel 1961 gli abitanti della nuova area allargata erano 25 000. Nel 1971 erano 40 000; nel 1981 64 000; nel 1991 68 000 e nel 2001 72 000, ciò significa che la popolazione della città è quasi raddoppiata in 30 anni.

## Monumenti e luoghi d'interesse
- Castello di Tamworth, costruito dai Normanni su un precedente fortilizio di epoca anglosassone.
- Chiesa di Santa Editha, costruita nella metà del XIV secolo.
- Municipio, costruito in stile neoclassico nel 1701.

## Economia

### Industria
La casa automobilistica Reliant fu fondata a Tamworth nel 1935 da T. L. Williams e E. S. Thompson, e vetture a quattro ruote come la Scimitar, auto economiche a tre ruote come la Regal, sono state prodotte qui fino a quando la società si trasferì a Cannock nel 1998. Un anno dopo la fabbrica venne rasa al suolo e al suo posto è stato edificato un nuovo quartiere residenziale chiamato "Scimitar Park" le cui vie hanno il nome di modelli di autovetture prodotte dalla Reliant.

## Aree naturali
Intorno a Tamworth ci sono sei riserve naturali: Hodge Lane (Amington), Kettlebrook, Tameside, Dosthill Park, Warwickshire Moor e Broadmeadow.

## Musica
La band più nota Tamworth il gruppo degli Wolfsbane, formato da Blaze Bayley, not per aver militato negli Iron Maiden dal 1995 al 1999.

## Amministrazione

### Gemellaggi
- Bad Laasphe, dal 1980
- Tamworth, New South Wales
- Vaujours